# Svjatoslav Rikhter
Svjatoslav Teofilovitj Rikhter (russisk: Святосла́в Теофи́лович Ри́хтер, tr. Svjatosláv Teofílovitj Ríkhter; født 7. marts 1915 i Zjytomyr i Ukraine, død 1. august 1997 i Moskva) var en ukrainsk pianist og komponist af russisk-tysk afstamning. Rikhter studerede ved Moskva musikkonservatorium under Heinrich Neuhaus. Neuhaus bemærkede senere, at Rikhter var nærmest selvlært.
Rikhter var kendt for sit store repertoire, som blandt andet omfattede værker af Beethoven, J.S Bach, Chopin, Debussy, Gershwin, Liszt, Schubert, Schumann og Tjajkovskij.
Rikhter giftede sig i 1945 med sopranen Nina Dorliak (1908-1998). Hustruen støttede ham igennem hele livet, og ægteskabet varede frem til Rikhters død i 1997. Parret fik ingen børn.

## Biografi
- Karl Aage Rasmussen: Svjatoslav Richter, pianist. Gyldendal, København, 2007. ISBN 978-87-02-03430-1